# Johannes Terne

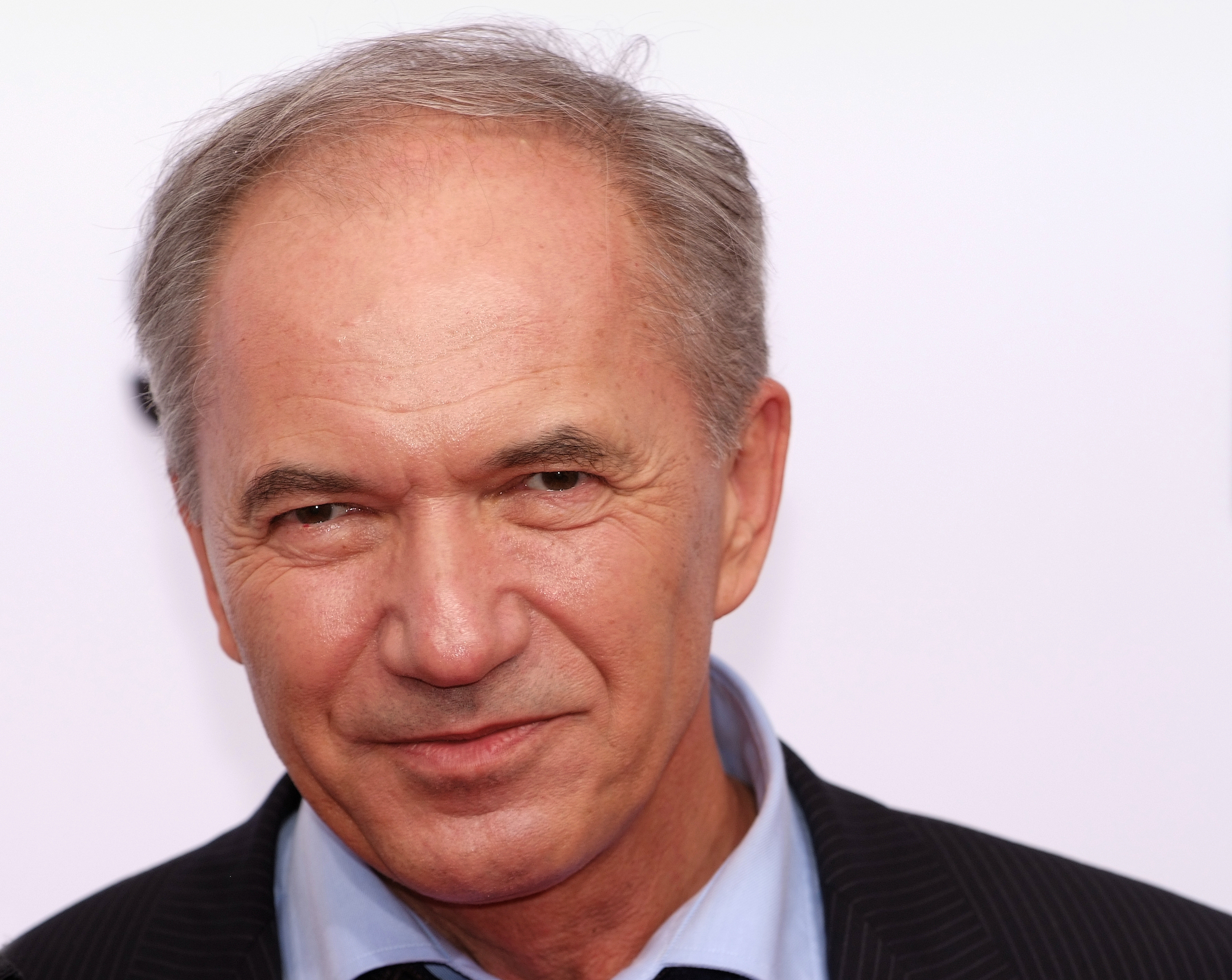
Johannes Terne bei der Verleihung des Studio Hamburg Nachwuchspreises 2012

Johannes Terne (* 1951 in Neu Wiednitz, Landkreis Hoyerswerda, Deutsche Demokratische Republik) ist ein deutscher Schauspieler.

## Leben
Johannes Terne absolvierte nach dem Abitur eine vierjährige Schauspielausbildung an der Theaterhochschule Leipzig. Sein erstes Engagement erhielt er am Schauspielhaus Chemnitz. Terne hatte in der Folgezeit Theaterengagements an der Berliner Volksbühne und an der Berliner Schaubühne. Außerdem spielte er am Schauspielhaus Bonn. Seit 1990 war er als Gast am Schauspielhaus in Wien und am Volkstheater Wien engagiert. Am Schauspielhaus Wien spielte er 1992 die männliche Hauptrolle in der Uraufführung des Stückes Ann Portugiese von Djuna Barnes. Am Volkstheater Wien spielte Terne 1996 den Herzog Vincentio in William Shakespeares Theaterstück Maß für Maß.
Seit 1999 ist Terne festes Ensemblemitglied am Burgtheater Wien. Terne spielte auf der Bühne des Burgtheaters ein breites Repertoire, das von Werken der Klassik bis zur Moderne reichte. Er spielte unter anderem Ägisth in Elektra von Sophokles, Georg von Waldstetten in Das Käthchen von Heilbronn, den Burggrafen Friedrich Zollern in König Ottokars Glück und Ende, Kreon in Das Goldene Vlies (Grillparzer), Sir Amias Paulet in Maria Stuart, Monsieur Bonbon in Zu ebener Erde und erster Stock oder Die Launen des Glücks von Johann Nestroy und Le Bret in Cyrano de Bergerac von Edmond Rostand. Außerdem trat er in verschiedenen größeren und kleineren Rollen in Stücken von Edward Bond, Ödön von Horváth, Johann Wolfgang von Goethe, Gerhart Hauptmann und Anton Tschechow auf.
Terne arbeitete als Theaterschauspieler unter anderem mit den Regisseuren Andrea Breth, Martin Kušej, Stephan Kimmig, Anselm Weber und Joachim Schlömer zusammen.
Zwischen 1991 und 1999 gastierte Terne regelmäßig an der Deutschen Oper Berlin als Bassa Selim in Wolfgang Amadeus Mozarts Singspiel Die Entführung aus dem Serail. Mit dieser Rolle trat er von 1998 bis 2004 auch an der Staatsoper Stuttgart in einer Inszenierung des Singspiels von Hans Neuenfels auf und gastierte mit dieser Produktion auch 2003 beim Hong Kong Arts Festival. Ternes Interpretation des Bassa Selin zeichnete sich in beiden Produktionen insgesamt durch eine starke Körperlichkeit und erotische Ausstrahlung aus, die ihn zum gleichwertigen Rivalen in der Gunst um die entführte Konstanze werden ließ.
Ab Mitte der 1980er Jahre spielte Terne regelmäßig auch im deutschen Fernsehen. Terne übernahm hierbei durchgehende Serienrollen, wiederkehrende Episodenrollen und auch Gastrollen. Bekanntheit erlangte Terne vor allem durch seine durchgehende Serienrolle als Kriminalhauptkommissar Berg in der RTL-Krimiserie SK Babies. Von Februar bis Dezember 2012 war Terne in der Serienhauptrolle des Roman Winter in der ARD-Telenovela Rote Rosen zu sehen.
Terne wurde aufgrund seines attraktiven Aussehens im Fernsehen zunächst häufig in der Rolle des oberflächlichen Liebhabers, oft auch des leichtlebigen Schönlings und Gigolos eingesetzt.
Später war er überwiegend in Kriminalserien und Kriminalfilmen eingesetzt, wo er häufig auf die Rolle des Bösewichts festgelegt war.
Terne wirkte auch bei einigen Kurzfilmen und in einigen Kinoproduktionen mit. Eine Hauptrolle hatte er unter anderem 1990 in Michael Verhoevens Fernsehspiel Schlaraffenland und 1996 in dem Thriller Der kalte Finger.
Terne ist auch als Rezitator mit literarischen Programmen tätig. In seinen Programmen liest er unter anderem aus Romanen von Imre Kertész, William Gaddis, Tim Parks und Jon Fosse.

## Filmografie (Auswahl)
- 1980: Polizeiruf 110: Vergeltung? (TV-Reihe)
- 1984: Schnauzer
- 1986: Polizeiruf 110: Kein Tag ist wie der andere (TV-Reihe)
- 1986: Kalter Engel (TV)
- 1987: Polizeiruf 110: Im Kreis (TV-Reihe)
- 1987: Die erste Reihe (Fernsehfilm)
- 1990: Der kleine Herr Friedemann
- 1990: Schlaraffenland
- 1991: Wie gut, dass es Maria gibt
- 1991: Bronsteins Kinder
- 1992: Lilli Lottofee
- 1993: Die Denunziantin
- 1993: Tatort – Renis Tod
- 1993: Tatort – Verbranntes Spiel
- 1993: Motzki
- 1996: Alarm für Cobra 11 – Die Autobahnpolizei
- 1996–1998: SK-Babies
- 1997: Wildbach
- 1999: Operation Phoenix – Jäger zwischen den Welten
- 2000: Kommissar Rex
- 2000: Auf eigene Gefahr
- 2003: Julia – Eine ungewöhnliche Frau
- 2004: Polizeiruf 110: Winterende
- 2005: Ein starkes Team
- 2008: Der Winzerkönig
- 2008: Polizeiruf 110: Rosis Baby
- 2011: Gefangen (SOKO Leipzig)
- 2011: Kommissarin Lucas – Gierig
- 2012: Rote Rosen
- 2013: Die Rosenheim-Cops – Abgehängt
- 2015: Das richtige Leben

## Hörspiele (Auswahl)
- 1996: Dacia Maraini: Stimmen – Regie: Götz Fritsch (Produktion: WDR)